# Bitwa pod Budsławiem
Bitwa pod Budsławiem – walki 17 Wielkopolskiej Dywizji Piechoty  gen. Adolfa Kuczewskiego  z oddziałami Armii Czerwonej toczone w ramach polskiej kontrofensywy nad Berezyną w okresie wojny polsko-bolszewickiej.

## Przebieg działań

### Sytuacja ogólna
14 maja 1920 ruszyła sowiecka ofensywa wojsk Frontu Zachodniego Michaiła Tuchaczewskiego. 15 Armia Augusta Korka i Grupa Północna Jewgienija Siergiejewa uderzyły na pozycje oddziałów polskich 8 Dywizji Piechoty i 1 Dywizji Litewsko-Białoruskiej w ogólnym kierunku na Głębokie. Wykonująca uderzenie pomocnicze 16 Armia Nikołaja Sołłohuba zaatakowała oddziały 4 Armii gen. Stanisława Szeptyckiego i podjęła próbę sforsowania Berezyny pod Murawą i Żukowcem oraz pod Żarnówkami i Niehoniczami. 
Wobec skomplikowanej sytuacji operacyjnej, 23 maja rozpoczął się ogólny odwrót wojsk polskich w kierunku zachodnim.
Naczelne Dowództwo Wojska Polskiego postanowiło rozstrzygnąć sytuację nad Berezyną w sposób zaczepny. Dowodzenie przejął naczelny wódz marsz. Józef Piłsudski.
Wojska gen. Szeptyckiego szykowały się do natarcia.

### Działania grupy płk. Mieczysława Poniatowskiego
4 czerwca 1920 grupa płk. Mieczysława Poniatowskiego w składzie 70 pułku piechoty i batalion 68 pułku piechoty z dwoma bateriami artylerii 17 pułku artylerii polowej otrzymała zadanie zdobycia Budsławia.
Miasta broniły oddziały sowieckiej 11 Dywizji Strzelców. Piechota sowiecka obsadziła okopy nad bagnistą rzeką opływającą miasteczko od południa i zachodu oraz zerwała most. 
Trzy polskie próby sforsowania rzeczki załamały się w silnym ogniu broni maszynowej. Celnie strzelała też sowiecka artyleria, a jej obserwatorzy, ulokowani na wysokiej wieży kościelnej w Budsławiu, mieli dogodny wgląd w pole walki.
Dowódca grupy płk Poniatowski zorganizował silną grupę ogniową, ściągnął do niej obie baterie artylerii i ckm-y 68 pułku piechoty i ustawił ją przed brodem na rzece. Pod osłoną ognia karabinów maszynowych i obu baterii, II batalion 70 pułku piechoty sforsował rzekę i wdarł się do Budsławia. Rozpoczęły się walki uliczne. Do walki wszedł także III/68 pułku piechoty i III/70 pułku piechoty. 
W godzinach popołudniowych Budsław został zdobyty.